# Fabiola da Silva

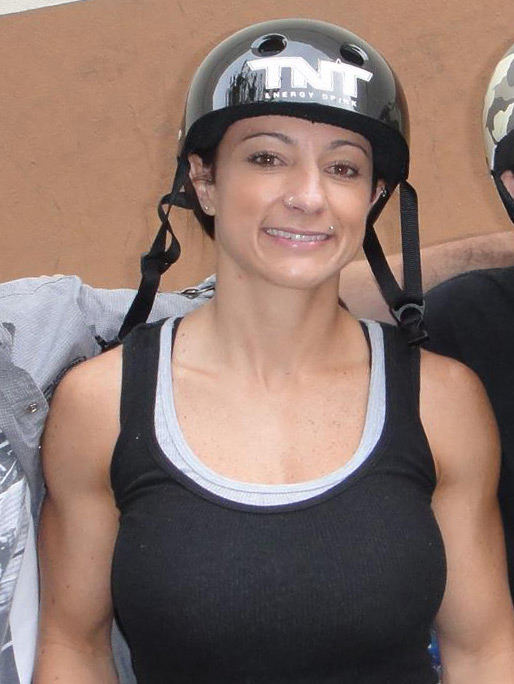

Fabiola da Silva (Nacida el 18 de junio de 1979 en São Paulo, Brasil), también conocida como Fabby, es una patinadora profesional que compite en el LG Action Sports World Tour y otros numerosos eventos y campeonatos. Ha recibido más de 50 medallas en los LG Action Sports World Tour events y ha ganado 7 medallas de oro y una de plata en los X Games, siendo la patinadora más condecorada de la historia de los X Games. Su impresionante trayectoria hizo que se modificase la estructura de los campeonatos en la cual hombres y mujeres competían en categorías diferentes, de forma que se introdujo la "regla Fabiola" y las mujeres pueden competir en la categoría masculina.